# Cerro Mancha
Cerro Mancha är ett berg i Bolivia.   Det ligger i departementet Potosí, i den sydvästra delen av landet, 400 km väster om huvudstaden Sucre. Toppen på Cerro Mancha är 5 027 meter över havet, eller 144 meter över den omgivande terrängen. Bredden vid basen är 1,1 km.
Terrängen runt Cerro Mancha är huvudsakligen lite bergig. Trakten runt Cerro Mancha är nära nog obefolkad, med mindre än två invånare per kvadratkilometer.. 
Trakten runt Cerro Mancha är ofruktbar med lite eller ingen växtlighet.